# 張希哲

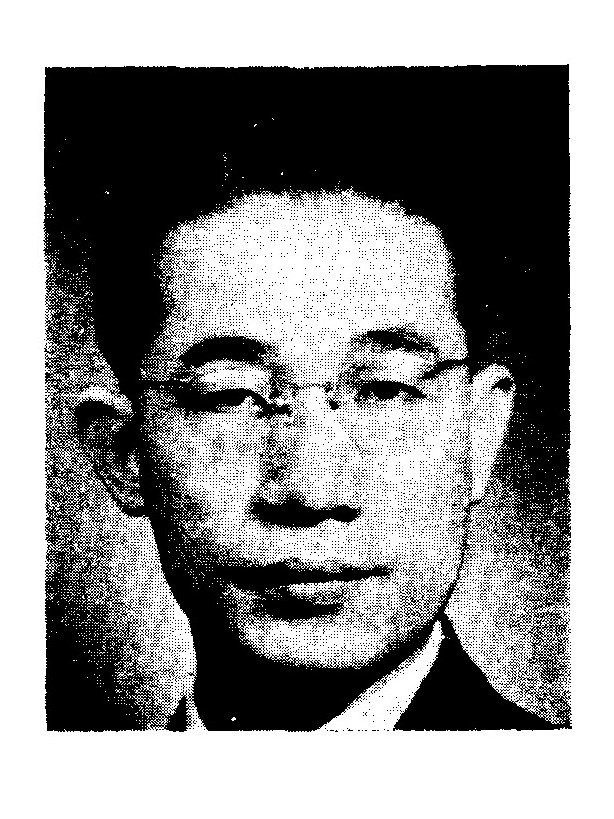
張希哲近照

張希哲（1918年11月13日—2014年2月21日），廣東省陽江縣人，曾任廣東中山日報社總主筆、廣東省黨部宣傳科長、廣州日報社長等，1948年當選為第一屆立法委員。曾任中國國民黨第十屆候補中委，第十一，十二，十三屆中委，第十二，十三，十四，十七次全國代表大會黨代表。1963年1月5日，接任逢甲工商學院第三任院長，創校初期，財政困窘，張院長於艱苦中建設逢甲。任職院長期間，校舍由兩棟力霸式建築，增加到十餘棟大樓，學生由四百餘人，增至九千六百餘人，增購圖書至九萬餘冊，訂定法令規章數十種，奠定了逢甲工商學院發展的基礎。
於1963年6月30日辭去院長職位，1988年推舉為逢甲大學名譽副董事長迄今。
| 教育職務    | 教育職務                                 | 教育職務      |
| ----------- | ---------------------------------------- | ------------- |
| 逢甲大學    |                                          |               |
| 前任： 高信 | 逢甲大學校長 第三任 1963年1月－1973年6月 | 繼任： 廖英鳴 |